# Jingzhou, Jingzhou
Jingzhou är ett stadsdistrikt i Jingzhou i Hubei-provinsen i centrala Kina.